# Serguei Bulgàkov

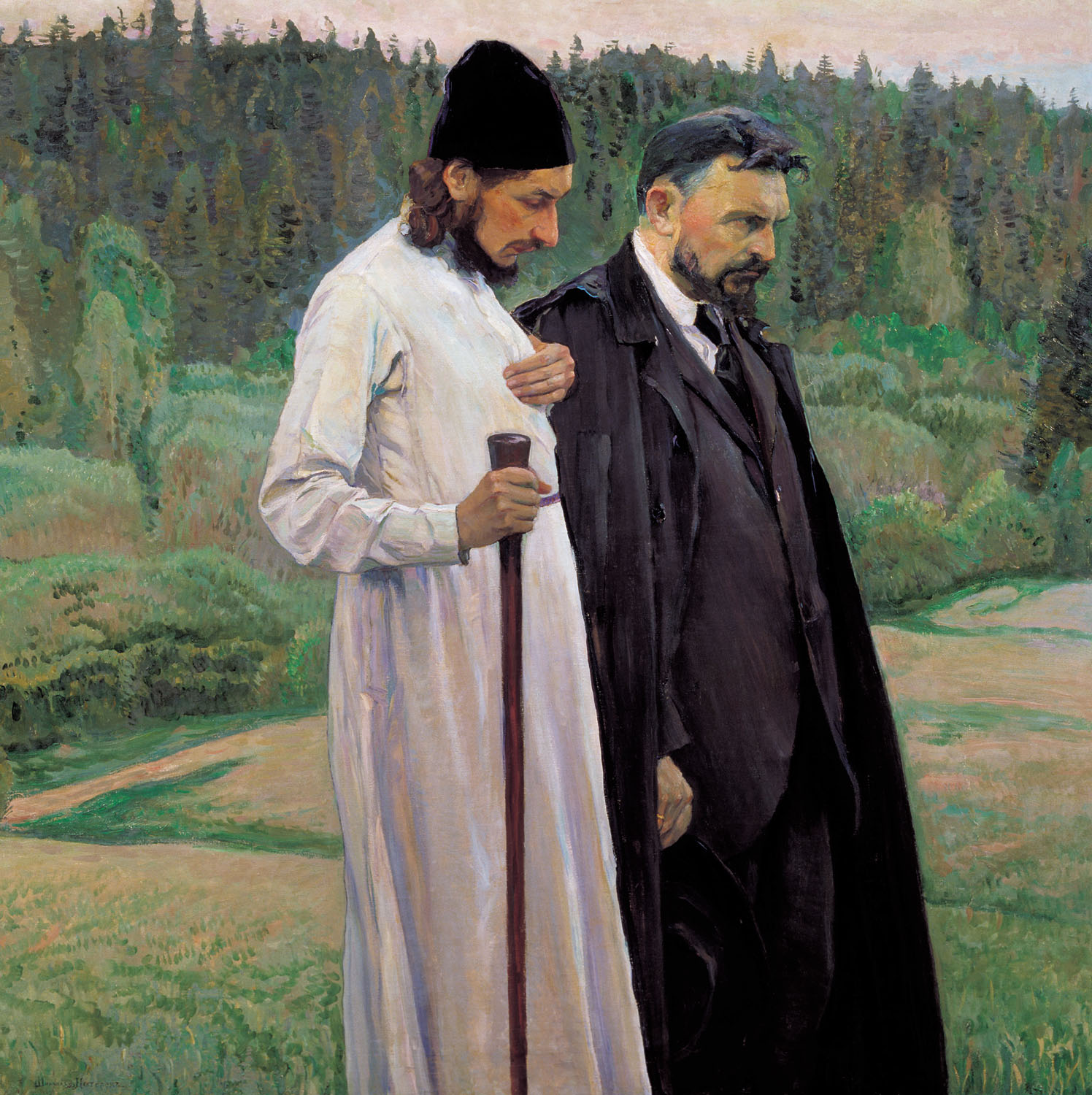
Serguei Bulgàkov (dreta) amb Pàvel Florenski

Serguei Nikolàievitx Bulgàkov, rus: Сергей Николаевич Булгаков, (1871, Livni - 12 de juliol, de 1944, París) fou un teòleg ortodox rus, filòsof i economista.

## Biografia
Bulgakov va néixer en un família ortodoxa a la ciutat de Livni, a l'óblast d'Oriol el juny de 1871. Va estudiar al seminari d'Oriol, més tard a Ielets. El 1894 es graduava de la Facultat de Dret de la Universitat de Moscou, on havia iniciat un estudi d'economia política. S'interessà pel marxisme i participà en el moviment del marxisme legal. Acabà convençut de la impotència d'aquesta teoria, i sota la influència de les obres de pensadors religiosos russos (Lev Tolstoi, Fiódor Dostoievski, Vladímir Soloviov, etc.), així com durant les trobades i debats amb el mateix Tolstoi, reprengué les seves creences religioses en una evolució que reflectí al llibre Serguei Bulgàkov, del marxisme a l'idealisme, 1903.
Tal evolució, pròpia de la intelligentsia russa de l'època, el convertí en un dels seus principals ideòlegs. Fou un important contribuïdor als llibres Els problemes del liberalisme (1902), Vekhi, Problemes de religió, Sobre Vladímir Soloviov, Sobre la religió de Lev Tolstoi, La religió de la Societat Filosòfica de Soloviov. Va participar en els diaris Nova Via (Новый Путь) i Qüestions de Vida (Вопросы Жизни). Dirigí l'editora La via (1911-1917), on s'editaren obres importants de la teologia ortodoxa contemporània.
El 1906 fou elegit a la Duma com a socialista cristià independent. Publicà les destacades monografies Filosofia de l'economia (Философия хозяйства, 1912) i La llum sense ocàs (Свет Невечерний,1917), on oferí el seu primer ensenyament basat en la combinació de la sofiologia de Vladímir Soloviov i Pàvel Florenski, les obres posteriors de Schelling, i les seves pròpies idees basades en la intuïció sobre la fe ortodoxa.
Fou ordenat al sacerdot el 1918, aconseguint prominència en cercles d'església. Participà en el concili (sobor) de l'Església Ortodoxa Russa que elegí el patriarca Tíkhon de Moscou. Bulgàkov rebutjà la Revolució d'octubre i respongué amb Sobre el tiberi dels déus (На пиру богов, 1918), un llibre similar a les Tres converses de Vladímir Soloviov.
Durant la Guerra Civil Russa romangué a Crimea, on treballà en el camp de la filosofia. Escrigué Filosofia del nom (Философия имени, 1920) i Tragèdia de la filosofia (Трагедия философии, 1920) on revisava la relació entre la filosofia i el dogmatisme. Concloïa que les visió cristiana només es pot expressar mitjançant la teologia dogmàtica, disciplina a la qual foren lleials les seves obres posteriors.
El 30 de desembre de 1922, el govern bolxevic expulsava uns 160 intel·lectuals prominents en l'anomenat Vaixell dels filòsofs, entre els quals Bulgàkov, Nikolai Berdiàiev i Ivan Ilín
El maig de 1923 es convertia en professor de Dret Canònic i Teologia a la facultat de dret de l'Institut de Recerca Rus a Praga. El 1925 col·laborà a fundar l'Institut de teologia ortodoxa Saint-Serge a París, d'on fou cap i professor de Teologia dogmàtica fins a la seva mort per càncer de gola el 12 de juliol de 1944.